# بریجا لارسون
بریجا لارسون (به انگلیسی: Breeja Larson) (زادهٔ ۱۶ آوریل ۱۹۹۲) شناگر اهل ایالات متحده آمریکا است.